# Надувний човен

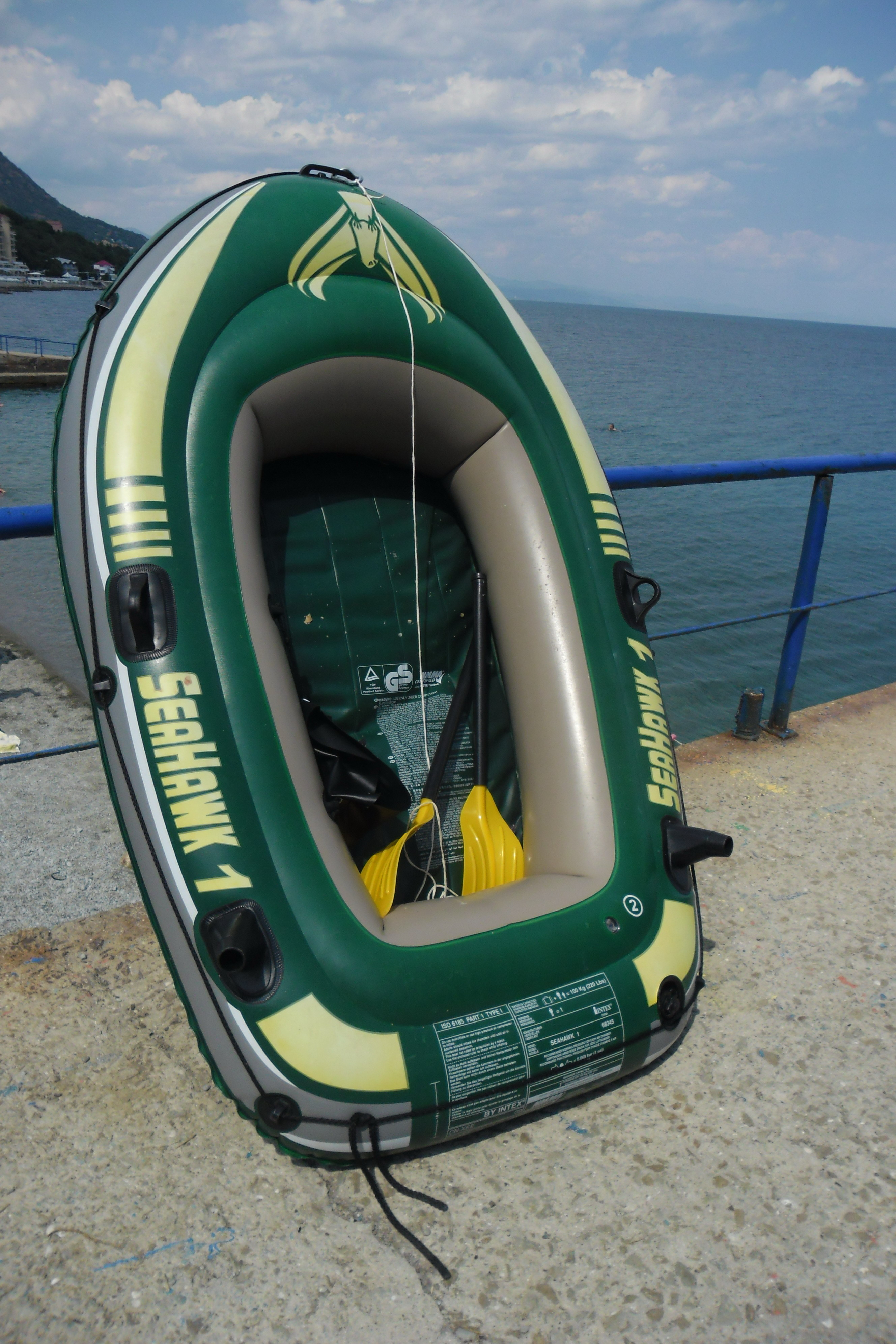
Надувний човен.

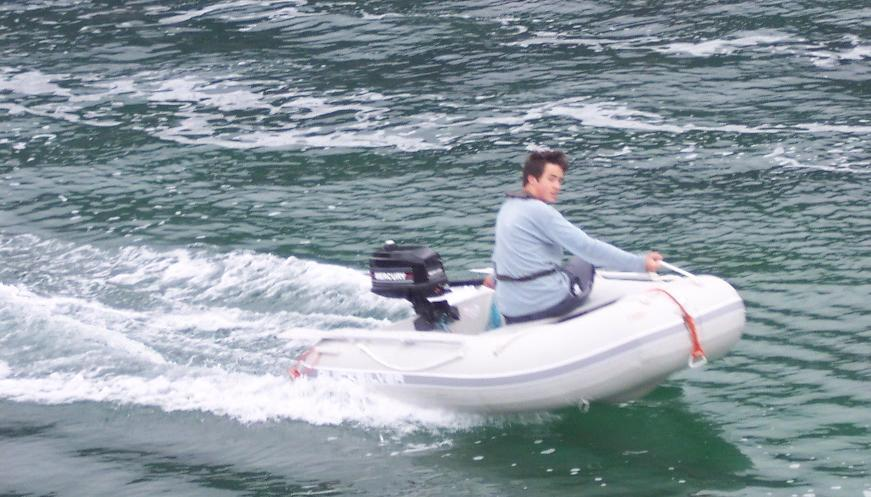
надувний моточовен

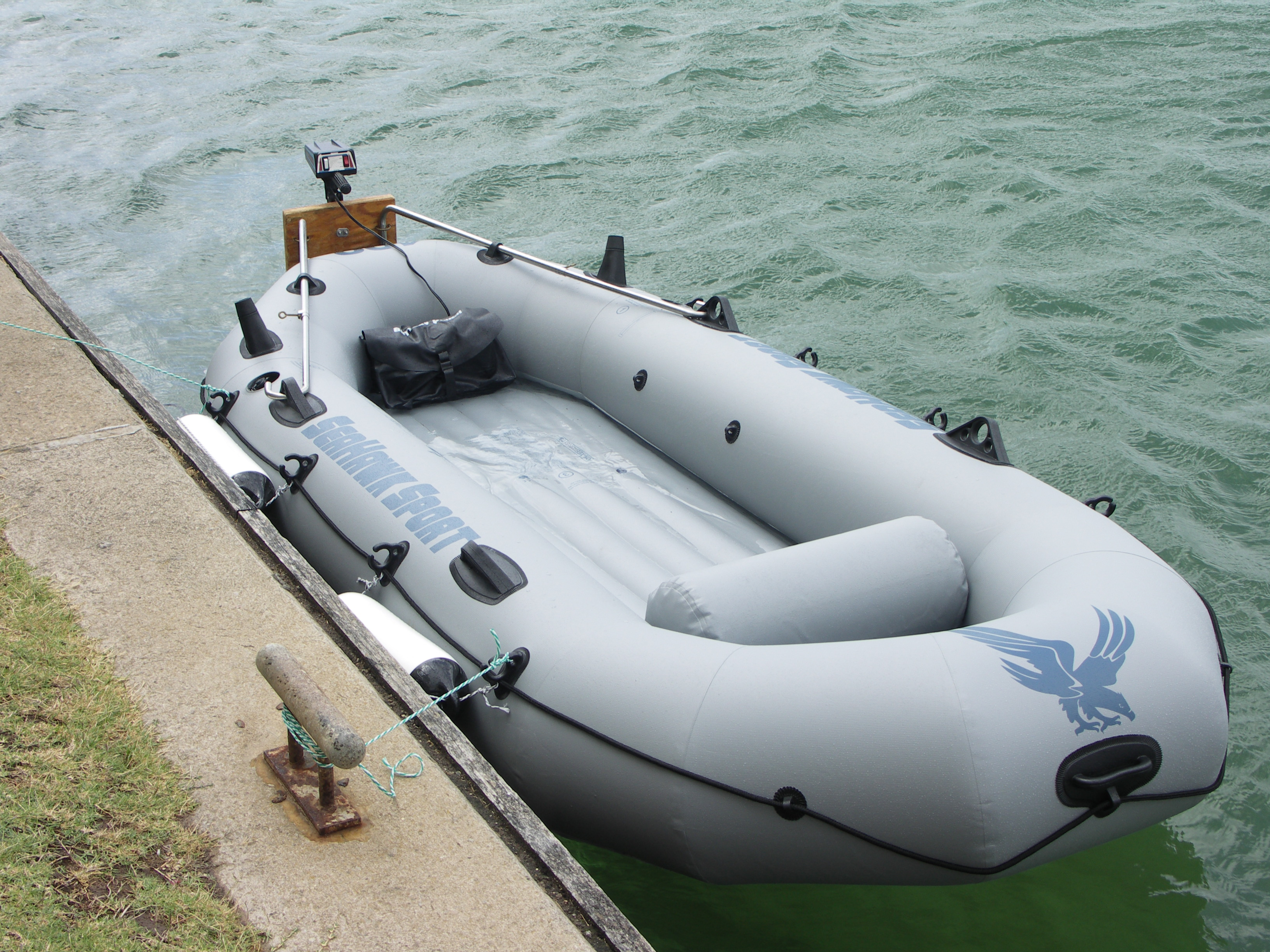
Надувний ПВХ човен з невеликим електричним мотором

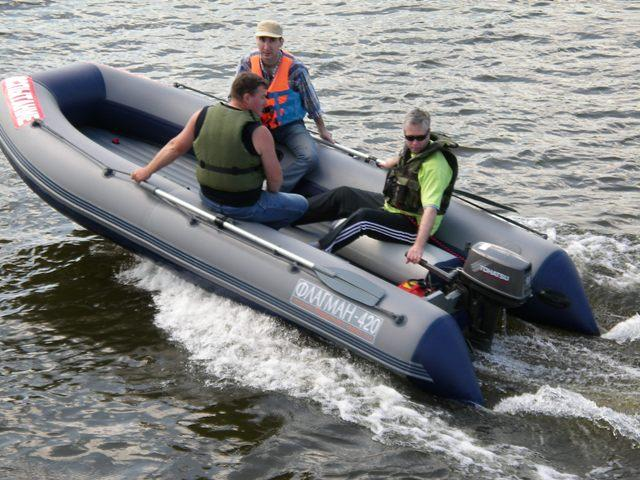
Надувний ПВХ човен з жорстким надувним дном

Надувни́й чо́вен — човен, що являє собою надувну гумову конструкцію для плавання по поверхні води. Просте і популярне рішення для пересування по воді на невеликі відстані.
Часто застосовуються при полюванні і риболовлі, відпочинку на воді. Човен з тентом — надувний рятувальний пліт, входить в оснащення практично всіх кораблів. На військовій службі надувні моточовни використовуються для морських десантів і таємних диверсійних вилазок.

## Історія
Надувні гумові човни з'явилися в XIX столітті. У 1840-х роках Пітер Галкетт сконструював так званий човен Халкетта для британських дослідників в Арктиці.
Тепер для виробництва надувних човнів найчастіше використовується синтетична (полімерна) тканина, яка за своїми експлуатаційними властивостями перевершує гуму. На зміну човнам з гуми і «тентових» тканин прийшли надувні човни із спеціальної човнової тканини, на основі армованого поліхлорвінілу. Човни виготовляються з високоякісної поліхлорвініл-тканини — масло-, бензо-, зносостійкої і не схильної до впливу ультрафіолетового випромінювання. У сучасних моделях надувних човнів застосовується п'ятишарова тканина, що складається з одного армувального шару, двох герметизуючих і двох захисних шарів. Вагова щільність тканини варіює від 750 г/м² для малих гребних човнів до 1 100 г/м² і більше для моторних човнів довжиною від 360 см.

## Класифікація
За варіантами використання поділяються на човни загального застосування (любительські) і човни спеціального призначення (патрульно-рятувальні, армійські тощо).
За класом рушія надувні човни діляться на гребні і моторні човни. У деяких моделях гребних човнів передбачений навісний (знімний) транець, що допускає установку човнового мотора.
Конструктивно поділяються на сланеві плоскодонні човни, човни з розбірними пайолом і надувним кілем, човни з надувним жорстким дном (англ. air desk) і човни з жорстким корпусом і надувними балонами (англ. Rigid Inflatable Boat, або RIB).
Плоскодонні надувні човни характеризуються найменшою вагою і габаритами транпортувальною сумкою, мінімальним часом приведення в робочий стан. Мінімальну жорсткість днища надає слань (настил) з водостійкої фанери. Прямокутні елементи настилу монтуються в передбачені для цього тканинні пази на внутрішній стороні днища.
У човнах з жорстким дном (розбірними пайолом) використовується додатковий балон, розташований подовжньо між пайолом і внутрішньою стороною тканинного днища. Тиск повітря в цьому балоні надає днищу човна кілеватість, що робить його більш комфортним при русі у режимі глісирування. Пайоли виготовляють з водостійкої фанери, або анодованого алюмінію.
У човнах з надувним жорстким дном замість пайол використовується настил із спеціального матеріалу з поперечними волокнами (англ. Double Wall). У це днище нагнітається повітря під досить високим тиском. Вага таких човнів, час приведення в робочий стан і жорсткість днища менша, ніж у човнів з пайолом.
Найкращими морехідними характеристиками відрізняються човни з жорстким корпусом (RIB) і надувними балонами по периметру човна (за винятком кормової частини). По суті, це гібрид надувного човна та катера з суцільнопластиковим корпусом. Балони оберігають човен від перекидання на віражах і утримують судно на плаву при русі у водотоннажному режимі. При глісируванні човен стикається з водою лише днищевою поверхнею.

## Цікаві факти
- В 1952 у французький лікар і мореплавець-любитель Ален Бомбар наодинці за 65 днів перетнув на надувному моточовні Атлантичний океан.
- В 2008-2012 група російських мандрівників на розбірному надувному вітрильному катамарані «Energy diet» здійснила кілька плавань у відкритому океані, маючи за мету здійснити навколосвітню подорож.
- Надувні човни вантажопідйомністю понад 225 кг відносяться до маломірних суден і підлягають обов'язковій реєстрації.